# تفجيرات لندن 7 يوليو 2005
تفجيرات لندن 7 يوليو 2005 هي سلسلة عمليات انتحارية متزامنة حدثت في لندن مستهدفة المواطنين اثناء ساعة الذروة الصباحية، ففي صباح يوم الخميس 7 يوليو 2005 قام 4 أشخاص بالتسبب في 4 تفجيرات انتحارية، ثلاثة منهم حدثت في قطارات لندن تحت الأرض، والانفجار الرابع حدث في حافلة نقل عام تتكون من طابقين، أسفرت الهجمات بمقتل 52 شخصاً وإصابة ما يقرب من 700 اخرين.

## الهجمات

### مترو أنفاق لندن
في تمام الساعة 8:49 من صباح يوم الخميس 7 يوليو 2005، فُجرت ثلاث قنابل على متن قطارات مترو أنفاق لندن بفارق 50 ثانية عن بعضها:
1. انفجرت القنبلة الأولى على متن قطار ذو ست عربات رقم 204 على سكة سي 69 وسي 77 في الخط الدائري تحت-الأرضي في مترو لندن، المتجه شرقًا بين شارع ليفربول وألدغيت. كان القطار قد غادر كينغز كروس سانت بانكراس قبل ثماني دقائق تقريبًا. وفي وقت الانفجار، كانت العربة الثالثة في القطار على بعد نحو 100 ياردة (90 متر) على طول النفق من شارع ليفربول. وتضرر مسار خط هامرسميث آند سيتي الموازي بين شارع ليفربول وألدجيت إيست نتيجة الانفجار.
2. انفجرت القنبلة الثانية في العربة الثانية لقطار ذي ست عربات آخر رقم 216، على سكة سي 69 وسي 77 في الخط الدائري تحت-الأرضي في مترو لندن، الذي كان قد غادر لتوه الرصيف 4 في ادجوير رود، متجهًا غربًا نحو بادينغتون. غادر القطار كينغز كروس سانت بانكراس قبل ثماني دقائق تقريبًا. وكانت هناك عدة قطارات أخرى قريبة وقت الانفجار؛ كان قطار الخط الدائري الشرقي (القادم إلى الرصيف 3 في ادجوير رود من بادينغتون) يمر بجوار القطار المُفجر وتضرر نتيجة التفجير، وكان هناك جدار انهار لاحقًا.[3] ووجد قطاران آخران في ادجوير رود: قطار مجهول على الرصيف 2 وقطار خدمة خط هامرسميث آند سيتي الذي كان وصل لتوه إلى الرصيف 1.
3. فُجرت قنبلة ثالثة على قطار ذو ست عربات رقم 311 على سكة 1973 في خط بيكاديلي عميق المستوى تحت الأرض في مترو لندن، المتجه جنوبًا من كينغز كروس سانت بانكراس إلى رسل سكوير. انفجر الجهاز المتفجر بعد دقيقة واحدة تقريبًا من مغادرة قطار الخدمة كينغز كروس، وبحلول ذلك الوقت كان قد قطع نحو 500 ياردة (450 م). وقع الانفجار في الجزء الخلفي من العربة الأولى من القطار -رقم 166- متسببًا في أضرار جسيمة في الجزء الخلفي من العربة وكذلك في مقدمة العربة الثانية.[4] وأصيب النفق المحيط بأضرار أيضًا.

اعتُقد في البداية أنه كان هناك ستة انفجارات، وليس ثلاثة، في شبكة مترو الأنفاق. أدى تفجير الحافلة إلى وصول العدد الإجمالي إلى سبعة. وأوضح هذا في وقت لاحق من ذلك اليوم. يمكن أن تعزى التقارير الخاطئة إلى وقوع الانفجارات في قطارات كانت بين المحطات، ما تسبب في خروج الركاب الجرحى من المحطتين، فأعطي ذلك فكرة وقوع حادثة في كل منهما. راجعت الشرطة أيضًا توقيت انفجارات الأنبوب: أشارت التقارير الأولية إلى وقوعها خلال فترة نصف ساعة تقريبًا. كان هذا بسبب الارتباك الأولي في مترو أنفاق لندن (إل يو)، إذ اعتُقد أن الانفجارات نتجت أصلًا عن زيادة مفاجئة في الطاقة الكهربائية. شمل تقرير مبكر، أُعد بعد دقائق من الانفجارات، وجود شخص تحت القطار، بينما وصف تقرير آخر حالة انحراف (كلاهما حدث، ولكن بسبب للانفجارات). أعلن مترو لندن عن نظام تنبيه أمبر في الساعة 09:19، وبدأ مترو لندن في إيقاف عمليات الشبكة، وأمر القطارات بالمتابعة فقط إلى المحطة التالية وتعليق جميع الخدمات.
اختلفت آثار الانفجارات تبعًا لاختلاف خصائص الأنفاق التي وقعت فيها:
- الخط الدائري هو نفق تحت-أرضي بُني «بالحفر والطم» يبلغ عمقه نحو 7 أمتار (21 قدمًا). ولأن النفق يحتوي على مسارين متوازيين، يُعد واسع نسبيًا. ربما فرغ الانفجاران على الخط الدائري قوتهما في النفق، ما قلل من قوتهما المدمرة.
- خط بيكاديللي هو نفق عميق المستوى، بعمق يصل إلى 30 م (100 قدم) تحت السطح ومع أنابيب ضيقة (3.56 م، أو 11 قدم 8 1⁄4 بوصة) إحادية المسار وفسحة فراغ تبلغ 15 سم (6 بوصات) فقط. عكست هذه المساحة المحصورة قوة الانفجار، وركزت تأثيره.

### حافلة تافيستوك سكوير
بعد حوالي ساعة من وقوع انفجارات مترو لندن، انفجرت قنبلة رابعة على السطح العلوي للحافلة 30 من الحافلات ذات الطابقين، (ماركة دينيس ترايدينت 2، ذات الرقم 17758، والمسجلة برمز LX03 BUFK، وكان عمرها التشغيلي حينها سنتين اثنتين)، وتُديرها شركة «ستيجكوتش لندن» للنقل، والتي كانت متجهة من قوس الرخام إلى محطة هاكني ويك.
مرت الحافلة، قبل الانفجار بمدة قصيرة، قرب محطة كينغز كروس، خلال رحلتها من قوس الرخام إلى محطة هاكني ويك. استدارت الحافلة بعد وصولها إلى وجهتها النهائية، وبدأت رحلة العودة نحو هاكني ويك. غادرت الحافلة منطقة قوس الرخام عند الساعة التاسعة صباحًا، ووصلت، في الساعة 9:35 صباحًا، إلى محطة حافلات يوستون، حيث ينزل عادةً ركّاب قطارات المترو ويصعدون إلى الحافلات. 
وقع الانفجار في الساعة 9:47 صباحًا، في ساحة تافيستوك، مدمرًا سقف الحافلة والجزء الخلفي منها. وقع الانفجار بالقرب من مبنى الرابطة الطبية البريطانية في شارع ووبيرن بليس، وتمكن عدد من الأطباء والطاقم الطبي في المبنى من تقديم المساعدة الطارئة الفورية لجرحى الانفجار.